# Gizela Bawarska
Gizela Bawarska (ur. ok. 985 w Burg Abbach nieopodal Ratyzbony, zm. 7 maja 1059 roku w Pasawie) – księżniczka bawarska, a od 1000 roku królowa Węgier, ksieni, błogosławiona Kościoła katolickiego.
Gizela była córką księcia bawarskiego Henryka II Kłótnika z dynastii Ludolfingów i Gizeli Burgundzkiej. W 996 roku poślubiła Świętego Stefana. Miała z nim dwoje dzieci: Ottona (zm. przed 1010) i Emeryka, następcę tronu (zm. 1031).
W 1045 roku wyjechała z Węgier i wstąpiła do klasztoru w Niederburgu, w pobliżu Pasawy, w którym później zmarła. W XVIII wieku bezskutecznie zabiegano o kanonizację Gizeli. W 1975 roku Gizela została ogłoszona błogosławioną.
| 4. Henryk I Ludolfing |  |                      |  |  |                    |
|                       |  | 2. Henryk II Kłótnik |  |  |                    |
| 5. Judyta             |  |                      |  |  |                    |
|                       |  |                      |  |  | 1. Gizela Bawarska |
| 6. Konrad III         |  |                      |  |  |                    |
|                       |  | 3. Gizela Burgundzka |  |  |                    |
| 7. Adelana            |  |                      |  |  |                    |
|                       |  |                      |  |  |                    |

## Kult
W ikonografii przedstawiana jest jako królowa w koronie.
Jej atrybutami są: model kościoła i różaniec.
Jej wspomnienie liturgiczne w Kościele katolickim obchodzone jest 7 maja.